# Brönstjärnen (Jörns socken, Västerbotten)
Brönstjärnen är en sjö i Skellefteå kommun i Västerbotten och ingår i Skellefteälvens huvudavrinningsområde. Sjön har en area på 0,0301 kvadratkilometer och ligger 251,8 meter över havet.

## Delavrinningsområde
Brönstjärnen ingår i det delavrinningsområde (722455-168752) som SMHI kallar för Ovan Slyträskbäcken. Medelhöjden är 253 meter över havet och ytan är 4,4 kvadratkilometer. Räknas de 24 avrinningsområdena uppströms in blir den ackumulerade arean 377,53 kvadratkilometer. Petikån som avvattnar avrinningsområdet har biflödesordning 2, vilket innebär att vattnet flödar genom totalt 2 vattendrag innan det når havet efter 97 kilometer. Avrinningsområdet består mestadels av skog (83 procent) och sankmarker (14 procent). Avrinningsområdet har 0,07 kvadratkilometer vattenytor vilket ger det en sjöprocent på 1,7 procent.